# America Ferrera
America Georgine Ferrera (ur. 18 kwietnia 1984 w Los Angeles) – amerykańska aktorka i modelka honduraskiego pochodzenia.

## Życiorys
Najmłodsza z sześciorga rodzeństwa, pierwszą rolę zagrała jako ośmiolatka na scenie teatrzyku szkolnego.
W 2002 zadebiutowała na wielkim ekranie główną rolą w wyprodukowanym przez telewizję HBO komediodramacie Prawdziwe kobiety są zaokrąglone. Rola ta przyniosła jej nagrodę aktorską na festiwalu Sundance oraz nominacje do Nagrody Młodych i nagrody Independent Spirit.
W 2006 roku wybrana została do obsady serialu komediowego Brzydula Betty. Produkcja zdobyła ogromną popularność w Stanach Zjednoczonych, efektem czego były m.in. dwie statuetki Złotych Globów. Sama America, grająca w serialu tytułową Betty, wyróżniona została również nagrodą Stowarzyszenia Aktorów Filmowych.
Na przełomie 2006 i 2007 roku młoda aktorka zadebiutowała filmem Hacia la oscuridad w roli producenta.

## Wybrana filmografia
- 2002: Możemy wygrać jako Yolanda Yoli
- 2002: Prawdziwe kobiety są zaokrąglone jako Ana Garcia
- 2005: Stowarzyszenie wędrujących dżinsów jako Carmen
- 2006–2010: Brzydula Betty jako Betty Suarez
- 2008: Stowarzyszenie wędrujących dżinsów 2 jako Carmen
- 2010: Jak wytresować smoka jako Astrid (głos)
- 2012: Bogowie ulicy jako Orozco
- 2014: Cesar Chavez jako Helen Chavez
- 2014: Jak wytresować smoka 2 jako Astrid (głos)
- 2015: Superstore jako Amy
- 2019: Jak wytresować smoka 3 jako Astrid (głos)
- 2023: Dumb Money
- 2023: Barbie jako Gloria

## Nagrody
- 2007 – Złoty Glob w kategorii Najlepsza aktorka w serialu komediowym lub musicalu za rolę w serialu Brzydula Betty
- 2008 – ALMA Awards w kategorii Chevrolet Entertainer of the year